# Acacia torquata
Acacia torquata é uma espécie de leguminosa do gênero Acacia, pertencente à família Fabaceae.